# Waterongevallenauto

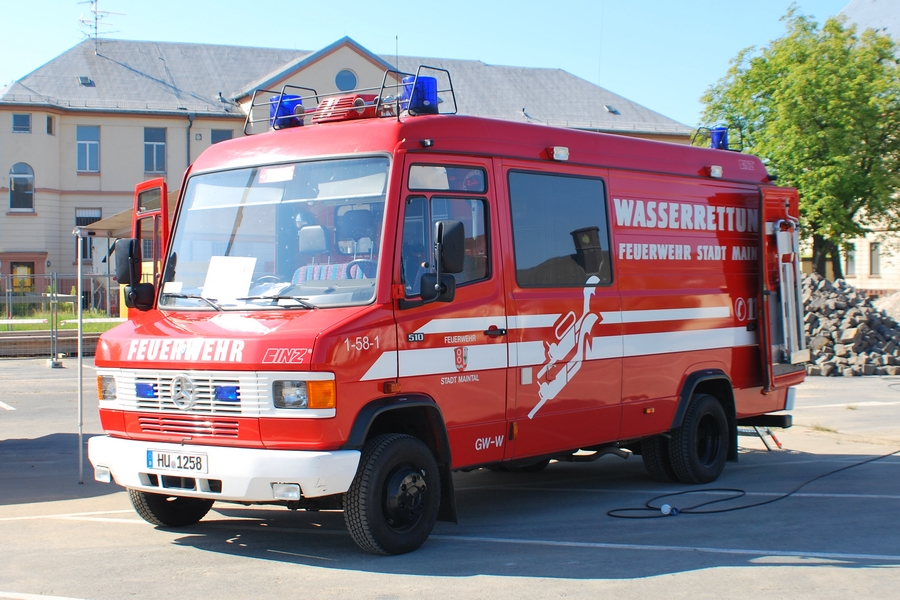
Waterongevallenauto

Een waterongevallenvoertuig (WO) is een voertuig waarmee de brandweer reddingswerkzaamheden kan uitvoeren te water.
Naast de taken op het land heeft de brandweer nog een andere bezigheid: het redden van mens en dier te water. Daarbij wordt in veel gevallen de hulp ingeroepen van een zogeheten waterongevallenvoertuig. Dit voertuig wordt bemand door een chauffeur, duikploegleider, duiker en een stand-by duiker. De stand-by duiker blijft op het droge en komt pas in actie als de duiker te water in de problemen raakt.
De laatste jaren rijst in Nederland de vraag of het duiken nog wel een taak van de brandweer is: relatief weinig mensen worden gered door brandweerduikers, en het komt bijna altijd neer op bergen en niet op redden. Daarnaast zijn er de afgelopen jaren verschillende brandweerduikers omgekomen tijdens de inzet. Door de hoge oefenbelasting zijn vooral veel vrijwillige duikteams inmiddels noodgedwongen gestopt. Hierdoor kunnen de aanrijdtijden bij een waterongeval erg lang worden. Steeds meer brandweerkorpsen specialiseren zich in oppervlakteredding, waarbij brandweermannen met een speciaal pak te water gaan om in ondiepe wateren reddingen uit te voeren.

## Opschaling
Bij de inzet van één waterongevallenvoertuig wordt er door de brandweer gesproken van een 'klein waterongeval'. Twee ingezette duikploegen betekent de classificatie 'middel waterongeval' en bij drie ingezette duikploegen betreft het een 'groot waterongeval'. Ter ondersteuning van het waterongevallenvoertuig rukt er praktisch altijd een tankautospuit (TS) mee uit. Sommige regio's alarmeren bij een waterongeval ook een hulpverleningsvoertuig, redvoertuig en/of een officier van dienst.